# بيلا ناغي (مصارع رياضي)
بيلا ناغي (بالمجرية: Nagy Béla)‏ هو مصارع رياضي مجري، ولد في 20 مارس 1952 في Nádudvar ‏ في المجر.

## وصلات خارجية
- بيلا ناغي على موقع قاعدة بيانات المصارعة الدولية (الإنجليزية)
- بيلا ناغي على موقع أوليمبيديا (الإنجليزية)